# Agencja Rynku Energii
Agencja Rynku Energii – organizacja działająca w formie spółki akcyjnej mająca na celu świadczenie usług informacyjnych w obszarach związanych z sektorem energii i gospodarką energetyczną. 

## Opis
Głównym zadaniem ARE jest dostarczanie agendom rządowym i przedsiębiorstwom energetycznym informacji o funkcjonowaniu sektora paliwowo-energetycznego oraz jego podsektorów i przedsiębiorstw energetycznych. Agencja rozpoczęła działalność w maju 1997 roku.
Akcjonariuszami spółki są podmioty związane z energetyką nieodnawialną lub wielkoskalową:
- Polskie Towarzystwo Elektrociepłowni Zawodowych w Warszawie
- Towarzystwo Gospodarcze „Polskie Elektrownie”
- Polskie Towarzystwo Przesyłu i Rozdziału Energii Elektrycznej z siedzibą w Poznaniu
- Związek Pracodawców Porozumienie Producentów Węgla Brunatnego z siedzibą w Bogatyni KWB w Turowie
- Polskie Górnictwo Naftowe i Gazownictwo SA z siedzibą w Warszawie
- Kompania Węglowa SA z siedzibą w Katowicach